# 홍성천
홍성천(1945년 5월 3일 ~ ) 필리핀 태권도의 초기 창시자이다. 그의 밑에서 여러 필리핀 챔피언이 배출되었다. 현재 필리핀 태권도 협회 부회장직을 맡고 있다.